# Слепота
Слепота́ — медицинский термин, подразумевающий полное отсутствие зрения или его серьёзное повреждение.
Различают полную слепоту (амавро́з) и частичное выпадение поля зрения (ското́ма) или половин полей зрения (гемианопси́я). Кроме того, выделяют цветовую слепоту (дальтони́зм). Субъекта, имеющего слепоту, обозначают прилагательным «слепой» или «слепая».

## Определение ВОЗ
Десятый пересмотр Статистической классификации травм, заболеваний и причин смерти, которую публикует ВОЗ, определяет частичное зрение как способность к зрению меньше 6/18, но больше, чем 3/60, или сужение поля зрения до 20 градусов. Слепота — способность к зрению, меньшая, чем 3/60 или сужение поля зрения до 10 градусов.

## Причины слепоты
Всемирная организация здравоохранения среди частых причин слепоты указывает следующие (в скобках указана доля случаев слепоты), три четверти всех случаев слепоты можно предотвратить или лечить:
- катаракта (47,9 %)
- глаукома (12,3 %)
- снижение зрения, связанное со старением (8,7 %)
- помутнение роговицы (5,1 %)
- диабетическая ретинопатия (4,8 %)
- слепота у детей (вызывается в частности дефицитом витамина А[6], катарактой и ретинопатией у недоношенных (РН)[7]) (3,9 %)
- трахома (3,6 %)
- онхоцеркоз (0,8 %)

Слепоту могут также вызвать травматические повреждения глаз, инфекции (например, бленнорея, сифилис и др.), воздействие ионизирующего и ультрафиолетового излучения, источник очень яркого видимого света (например, дуговой разряд или лазер). В мире все чаще встречается слепота, развивающаяся с возрастом, а также вызванная неконтролируемым диабетом. С другой стороны, в результате медико-санитарных действий уменьшается число случаев слепоты, развивающейся из-за инфекции. Так, число лиц, страдающих трахомой, ведущей к слепоте, уменьшилось с 360 млн по состоянию на 1985 год до 40 млн на начало 2000-х годов.

### Развивающиеся страны
Слепота присутствует в гораздо большем масштабе в развивающихся странах мира, чем в развитых странах мира. В соответствии с ВОЗ, 90 % всех слепых людей живут в развивающихся странах. Из них катаракта несет ответственность за 65 % (22 миллионов случаев). От глаукомы слепота наступает в 6 млн случаев в год, в то время как онхоцеркоз ответственен во всем мире за примерно 1 млн случаев слепоты людей в год.
Число лиц, ослепших от трахомы, резко сократилось за последние 10 лет с 6,0 миллиона до 1,3 миллиона случаев в год, что ставит её на седьмое место в списке причин слепоты во всем мире. Ксерофтальмия затрагивает 5 миллионов детей каждый год; 0,5 миллиона повреждают роговицу, и половина из них слепнут. Рубцевание роговицы от всех причин в настоящее время является четвёртой по значимости причиной слепоты в мире.
Люди в развивающихся странах значительно чаще сталкиваются с нарушениями зрения в результате условий или болезней, которые можно было бы излечить или предотвратить, чем люди в развитых странах мира. Хотя ухудшение зрения является наиболее распространённым среди людей старше 60 лет во всех регионах, дети в бедных общинах с большей вероятностью страдают заболеваниями, приводящими к слепоте, чем их более обеспеченные сверстники.
В развивающихся странах, где люди имеют более короткую ожидаемую продолжительность жизни, чаще всего виновниками слепоты являются катаракта и болезни, вызываемые переносимыми водой паразитами (см., например, речная слепота), хотя как катаракту, так и эти паразитарные болезни можно эффективно лечить. Из примерно 40 миллионов слепых людей, живущих по всему миру, у 70-80% зрение может быть частично или полностью восстановлено путём адекватного лечения.

### Развитые страны
Связь между бедностью и поддающимися лечению нарушениями зрения наиболее очевидна при проведении региональных сравнений. Большинство нарушений зрения у взрослых в Северной Америке и Западной Европе связано с возрастной дегенерацией желтого пятна и диабетической ретинопатией.
В развитых странах, где паразитарные заболевания встречаются реже и хирургия катаракты является более доступной, ведущими причинами слепоты являются, как правило, возрастная дегенерация жёлтого пятна, глаукома и диабетическая ретинопатия, а также травмы глаз.

### Причины, связанные с беременностью
Детская слепота может быть вызвана причинами, связанными с беременностью, такими как синдром врождённой краснухи и ретинопатия недоношенных.

### Травмы
Травмы глаз, чаще всего встречающиеся у людей до 30 лет, является ведущей причиной монокулярной слепоты (потеря зрения на один глаз) на всей территории США. Повреждения и катаракта влияют на сам глаз, а аномалии развития, такие как гипоплазии зрительного нерва, влияют на нервный пучок, который посылает сигналы от глаз к задней части мозга, что может привести к снижению остроты зрения.
Кортикальная слепота возникает в результате поражения затылочной доли мозга, которое мешает мозгу правильно принимать или интерпретировать сигналы, поступившие по зрительному нерву. Симптомы кортикальной слепоты сильно различаются у разных людей и могут быть более серьёзными в периоды истощения или стресса. Обычно у людей с кортикальной слепотой зрение ухудшается к концу дня.

### Генетические дефекты
У людей с альбинизмом часто имеет место потеря зрения до такой степени, что многие из них по закону относятся к слепым, хотя лишь немногие из них на самом деле не могут видеть. Врожденная слепота Лебера может привести к полной слепоте или тяжёлой потере зрения от рождения или в раннем детстве.
Последние достижения картирования генома человека определили и другие генетические причины ослабления зрения или слепоты. Одним из таких примеров является синдром Барде — Бидля.

### Отравление
В некоторых случаях слепота вызывается приёмом определённых химических веществ. Хорошо известным примером является метанол. Метанол окисляется до формальдегида и муравьиной кислоты, которые, в свою очередь, могут привести к слепоте, множеству других осложнений и даже к смерти. Метанол часто поступает в организм человека в качестве примеси при использовании в качестве напитка денатурированного этилового спирта (денатурата), который дешевле пищевого этанола, поскольку в его цену не включены акцизы. Приём 30 миллилитров метанола может привести к необратимой деградации зрительного нерва, вызываемой метаболитами метанола.

### Умышленные действия
Ослепление в некоторых случаях использовалось в качестве акта мести и пытки, чтобы лишить человека главного чувства, с помощью которого он может контролировать окружающий мир, действовать полностью самостоятельно и ориентироваться в происходящих вокруг событиях. Примером из классики является царь Эдип, который ослепляет себя, узнав, что он выполнил ужасное пророчество. Подавив выступление болгар, византийский император Василий II Болгаробойца ослепил целых 15 000 захваченных в бою пленников перед тем, как освободить их.
Ветхозаветный закон «око за око, зуб за зуб», входящий также в шариат, продолжает иногда применяться и в наше время. В 2003 году пакистанский антитеррористический суд приговорил мужчину к ослеплению в качестве наказания за то, что он лишил зрения свою невесту, плеснув ей в лицо кислотой. Такой же приговор был вынесен в Иране в 2009 году в отношении человека, который плеснул кислотой в лицо своей девушке Аменех Бахрами, причём приговор должна была привести в исполнение сама пострадавшая.

### Паттерн-индуцированная фотопическая патологическая реакция
Полная или частичная временная потеря зрения вызванная попаданием в поле зрения и продолжительным воздействием интенсивных или сложных паттернов (чередующиеся полосы, сетки). Как правило, зрение пропадает в области восприятия паттерна и длится не больше нескольких минут. При длительном воздействии паттерна возможна полная потеря зрения. Не установлено зависимости между продолжительностью воздействия паттерна и продолжительностью слепоты после устранения паттерна из поля зрения. Синдром является неврологическим расстройством и классифицируется в рамках спектра эпилептиформных нарушений.

## Формы слепоты и степень её выраженности
Для определения слепоты используются различные шкалы. Полная слепота определяется как абсолютное отсутствие реакции на свет. Тем не менее, во многих странах введено понятие практической слепоты. Практическая слепота (частичная способность к зрению) — состояние, когда человек различает свет и тьму, а иногда даже обладает некоторой способностью к восприятию визуальной информации, но эта способность столь незначительна, что не имеет практического значения. В США и многих европейских странах практическая слепота определяется как способность к зрению хуже 20/200 (то есть пациент должен находиться от объекта в 20 футах [приблизительно соответствует 7 метрам], чтобы наблюдать его так же, как это может здоровый человек с расстояния 200 футов, то есть 70 м) после всех возможных коррекций. Во многих странах, человек имеющий поле зрения меньше 20 градусов (нормальное — 180 градусов), также признаётся практически слепым. Симуляция слепоты при здоровых глазах встречается крайне редко и легко распознаётся соответствующими контрольными способами проверки зрения. Нередки, однако, случаи преувеличения имеющегося снижения зрения при реально существующей патологии органа зрения.
См. также Псевдослепота.

## Международная классификация
МКБ-10, класс VII, содержит раздел H, и в частности — Расстройства зрения и слепота (Н53-Н54).

### H53—H54.7
H53—H54 — Зрительные расстройства и слепота:
- H54.0 Слепота обоих глаз
- H54.1 Слепота одного глаза и сниженная острота зрения другого глаза
- Н54.2 Снижение остроты зрения обоих глаз
- H54.3 Неуточнённая потеря зрения обоих глаз
- H54.4 Слепота одного глаза
- H54.5 Снижение остроты зрения одного глаза
- H54.6 Неуточнённая потеря зрения одного глаза
- H54.7 Неуточнённая потеря зрения

## Слепые люди и общество
Слепые — люди с полностью или почти полностью отсутствующим зрением.
Слепыми люди бывают от рождения или приобретают слепоту в результате травм, болезней. В случае слепоты человек становится и признается инвалидом.
Слепые ориентируются в пространстве при помощи слуха и осязания, специальных приспособлений, поводырей и собак-поводырей.

### Общественная поддержка слепых и социальная реабилитация
Обучение слепых производится в специализированных школах и интернатах.
Для чтения слепые используют шрифт Брайля. Существуют специальные библиотеки для слепых, в которых хранятся книги, набранные рельефным шрифтом Брайля и аудиокниги на разных носителях. Крупнейшая в России библиотека для слепых — Российская Государственная библиотека для слепых. Помимо книг, набранных рельефным шрифтом, и аудиокниг, она содержит большую коллекцию рельефно-объёмных моделей, позволяющих слепым узнать облик различных объектов.

### Организации слепых
- Всероссийское общество слепых
- Украинское общество слепых (укр. Українське товариство сліпих, УТОС)
- Брайль-лига (Бельгия)

### Организация окружения, дружественного слепым
Светофоры с дублированием сигнала звуком
Рельефное мощение улиц
Барьеры
Дублирование надписей шрифтом Брайля
Специальные службы помощи
В некоторых туристических местах для слепых создаются объёмные модели окружения в малом масштабе, которые позволяют им с помощью осязания ознакомиться с окружающей архитектурой.

## Современные достижения науки в борьбе со слепотой

### Собаки-поводыри
Несколько сотен лет в качестве поводырей — специально обученных животных, помогающих слепым и слабовидящим людям передвигаться вне помещений и избегать препятствий — используются собаки.

### Компьютерные электронные устройства
- В настоящее время интересной альтернативой печатных книг являются аудиокниги, позволяющие прослушивать (по разделам, иногда и с возможностью паузы) инсценировки и аудиоспектакли на цифровом аудиоплеере. Есть сайты, где аудиокниги создаются волонтёрами для свободного распространения.
- Помимо специально записанных дикторами аудиокниг, практическую ценность для незрячих представляют специальные программы голосового чтения с экрана на основе генератора речи.
- Незрячие могут редактировать тексты на персональном компьютере при помощи обычной или специальной брайлевской клавиатуры и брайлевского дисплея.
- Разрабатываются различные устройства, например Проект «Тактильное виденье» — модели визуально-замещающих аппаратов — заменителей зрения, «новый запатентованный метод кодирования и передачи сигнала».
- Ведется работа над проектами на базе искусственного интеллекта, например http://www.electroniceye.org/ . Суть в том, что специальное устройство распознает предметы вокруг и озвучивает их, говорит, что впереди (машина, человек, двери, дерево, кот, собака и т.д.)

### Компьютерные программы для слепых
Для использования компьютеров слепыми обычно используется брайлевский и речевой ввод-вывод данных.
Кроме этого, используются тактильные электромеханические панели для вывода графической информации в осязаемом виде.
Существуют дистрибутивы Linux, разработанные специально для слепых — Oralux и Adriane Knoppix. Также есть компьютерная игра NetHack с интерфейсом для слепых.
Модифицированная визуализация данных, включающая крупный шрифт и простые, контрастные графические образы, удобна для людей с остаточным зрением.
Также существует веб-технология WAI-ARIA для предоставления возможности использования Интернета людьми с полной или частичной потерей зрения.

### Бионический глаз
- Бионический глаз — искусственная зрительная система для восстановления потерянного зрения. В глаз с поврежденной сетчаткой вживляют имплантат — протез сетчатки глаза, дополняя саму сетчатку c оставшимися в ней неповрежденными нейронами.

Технология отличается тем, что в специальные очки встраивается камера, с которой информация посылается на видеопроцессор, который пациент носит на поясе. Процессор преобразует картинку в электронный сигнал и отсылает его на специальный передатчик, также встроенный в очки. Затем этот передатчик посылает беспроводной сигнал на тончайший электронный ресивер, встроенный в глаз и фотосенсор (электродная панель), который имплантирован в сетчатку глаз пациента.
Электроды фотодатчика стимулируют оставшиеся действующие зрительные нервы сетчатки глаза, посылая электрические видеосигналы в мозг через зрительные нервы.

#### Применение
- 76-летнему британцу по имени Рон, который ослеп 30 лет тому назад из-за наследственной болезни, удалось частично восстановить зрение благодаря бионическому глазу[23][24].
- 51-летнему Питеру Лэйну в Великобритании одному из первых в мире в декабре 2009 года имплантировали в глаз электронные фотодатчики, посылающие в мозг сигналы, собираемые специальными очками. Эта технология позволила пациенту впервые за 30 лет увидеть очертания объектов, например, дверь, шкаф, а также даже распознавать буквы[25].
- В Германии в 2009 году семи пациентам под сетчатку имплантирован экспериментальный сенсор 3×3 мм (1500 элементов).

### Другие изобретения и технические устройства для слепых
Ввиду дороговизны процесса дрессировки собак-поводырей, в последнее время появились электронные поводыри, например устройство для слепых «Электросонар». Обнаружив препятствие, Электросонар подает звуковой или вибрационный сигнал разной длительности (длительность сигнала зависит от расстояния до препятствия). Направляя прибор в разные стороны, можно получить чёткую картину об окружающих препятствиях, например бордюрах, ступенях, стенах. В процессе разработки находится технология, позволяющая слепым водить автомобиль.
В настоящее время в Чикаго ученые испытывают новое устройство Аргус II, которое поможет слепым видеть.  Аппарат, состоит из импланта, который вживляют в сетчатку глаза, и специальных технологичных очков. Линзы очков передают изображение через видеопроцессор, который в свою очередь посылает инструкции импланту. Данные сообщения стимулируют сетчатку глаза отправлять сигналы по зрительному нерву в мозг. Так человек может видеть очертания предметов и световые контрасты. В США такие исследования ведутся пока в 13 местах.

### Лекарства от слепоты
В российской лаборатории идет активная работа над препаратом, который излечивает слепоту из-за потерявшей чувствительность к свету сетчатки. В 2017 году научные группы, занимающиеся оптогенетикой в МГУ, в Институте биоорганической химии РАН и Институте высшей нервной деятельности и нейрофизиологии РАН, объединили усилия, чтобы создать препарат, восстанавливающий светочувствительность сетчатки. Препарат уже был протестирован на слепых мышах. Им впрыскивали средство в глаза на протяжении двух недель. По истечении этого времени грызуны начинали различать свет и тень, то есть могли ориентироваться в пространстве, но предметы и цвета не видели. Работа над препаратом будет продолжена и основные успехи в развитии учёные намерены сделать за 2019—2020 гг..

### Некоторые прославленные слепые
Известны люди, которые благодаря собственным талантам и помощи окружающих достигли больших высот в искусстве, науке, общественной деятельности, несмотря на постигшую их слепоту или слепоту от рождения. Среди них — Гомер (VIII век до н. э.); Джон Мильтон (XVII век); в XX веке — Борхес, Хелен Келлер, Николай Островский, Эдуард Асадов, Рэй Чарльз, Стиви Уандер, Андреа Бочелли, Ванга; в XXI веке — Диана Гурцкая и Олег Аккуратов.

## Слепота в религии, мифологии и искусстве

### Упоминание в Библии
Когда «слепой ведёт незрячих» — библейская притча, где Христос, имея в виду фарисеев, поясняет: «оставьте их: они — слепые вожди слепых; а если слепой ведёт слепого, то оба упадут в яму.» (Мф. 15:14 и Лк. 6:39).
Новый Завет содержит многочисленные случаи, когда Иисус творил чудеса, исцеляя слепых.

### Мифология
Притча о слепых и слоне присуща многим религиозным традициям и является частью джайнской, буддийской, суфийской и индуистской культур. В различных вариантах притчи группа слепых людей (или находящихся в темноте) трогает слона, чтобы понять, что он собой представляет. Каждый из них трогает разные части его тела, но при этом только какую-то одну из них, например, бок, хобот или бивень. Затем они описывают свои впечатления от прикосновений друг другу и начинают спор, поскольку каждый описывает слона по-разному, при этом на самом деле ни одно из описаний не является верным.
В греческой мифологии Тиресий был прорицателем, известным своим ясновидением. Согласно одному из мифов, он был ослеплён богами в наказание за раскрытие их секретов, а другой миф рассказывает, что он был ослеплён в качестве наказания за то, что увидел Афину (по другой версии — Артемиду) голой, когда она купалась. Овидий же предполагает, что он превращался в женщину, затем обратно в мужчину, и, когда он на вопрос Зевса, в какой ипостаси наслаждение от полового акта выше, ответил, что в женской, недовольная ответом Гера ослепила его.
В «Одиссее» циклопа Полифема обманывает и ослепляет Одиссей. В скандинавской мифологии Локи обманывает слепого бога Хёда, заставляя его убить своего брата Бальдра, бога счастья. Один жертвует одним глазом для получения мудрости.

### Новое времяи современность
Голландский живописец и гравёр Рембрандт часто изображал сцены из апокрифической Книги Товита, которая рассказывает историю о том, как слепого патриарха Товита исцелил его сын Товия с помощью архангела Рафаила.
Мэтт Мердок, персонаж издательства Marvel Comics, известный как Сорвиголова.
Современная художественная литература содержит многочисленные примеры слепых персонажей.